# Frizzle Sizzle
Frizzle Sizzle was een Nederlandse meidengroep uit de jaren 80.

## Geschiedenis
De zusjes Karin en Laura Vlasblom en hun twee vriendinnen Mandy Huydts en Marjon Keller zongen van 1981 tot 1985 mee in het koor van Kinderen voor Kinderen. Dit beviel ze zo goed, dat ze in 1986 met een eigen meidengroep verder gingen.
In 1986 deed het kwartet mee aan het Eurovisiesongfestival, met het nummer Alles heeft ritme, waarmee ze de 13e plaats behaalden. Hierna scoorden de meiden enkele bescheiden hitjes en sleepten ze de Zilveren Harp in de wacht. De groep viel in 1990 uit elkaar.
In januari 2010 gaven ze een eenmalig optreden op het 25-jarige jubileumfeestje van Laura Vlasbom.
In april 2014 gaven ze nog een optreden tijdens Eurovision in Concert in Amsterdam en bij het tv-programma Life4You.
Op 17 november 2022 trad de groep op tijdens de tweede editie van Het Grote Songfestivalfeest in de Ziggo Dome.

## Discografie

### Albums
| Album met eventuele hitnotering(en) in de Nederlandse Album Top 100 | Datum van verschijnen | Datum van binnenkomst | Hoogste positie | Aantal weken | Opmerkingen |
| ------------------------------------------------------------------- | --------------------- | --------------------- | --------------- | ------------ | ----------- |
| First Date                                                          | 1987                  | 01-08-1987            | 31              | 8            |             |

### Singles
| Single met eventuele hitnotering(en) in de Nederlandse Top 40 | Datum van verschijnen | Datum van binnenkomst | Hoogste positie | Aantal weken | Opmerkingen         |
| ------------------------------------------------------------- | --------------------- | --------------------- | --------------- | ------------ | ------------------- |
| Why do boys                                                   | 1986                  | -                     |                 |              |                     |
| Alles heeft ritme                                             | 1986                  | 26-04-1986            | 21              | 5            |                     |
| Never give up                                                 | 1986                  | 21-06-1986            | tip11           | -            |                     |
| Talk it over                                                  | 1986                  | 24-01-1987            | 14              | 9            | Alarmschijf         |
| Daddy                                                         | 1987                  | -                     |                 |              |                     |
| Second chance                                                 | 1987                  | 08-08-1987            | 38              | 3            |                     |
| Treat me good                                                 | 1988                  | 16-04-1988            | tip             | -            |                     |
| Around and around                                             | 1988                  | 10-09-1988            | tip             | -            |                     |
| Alles is Oranje                                               | 1990                  | -                     |                 |              | met Jack van Gelder |